# Військово-повітряна база

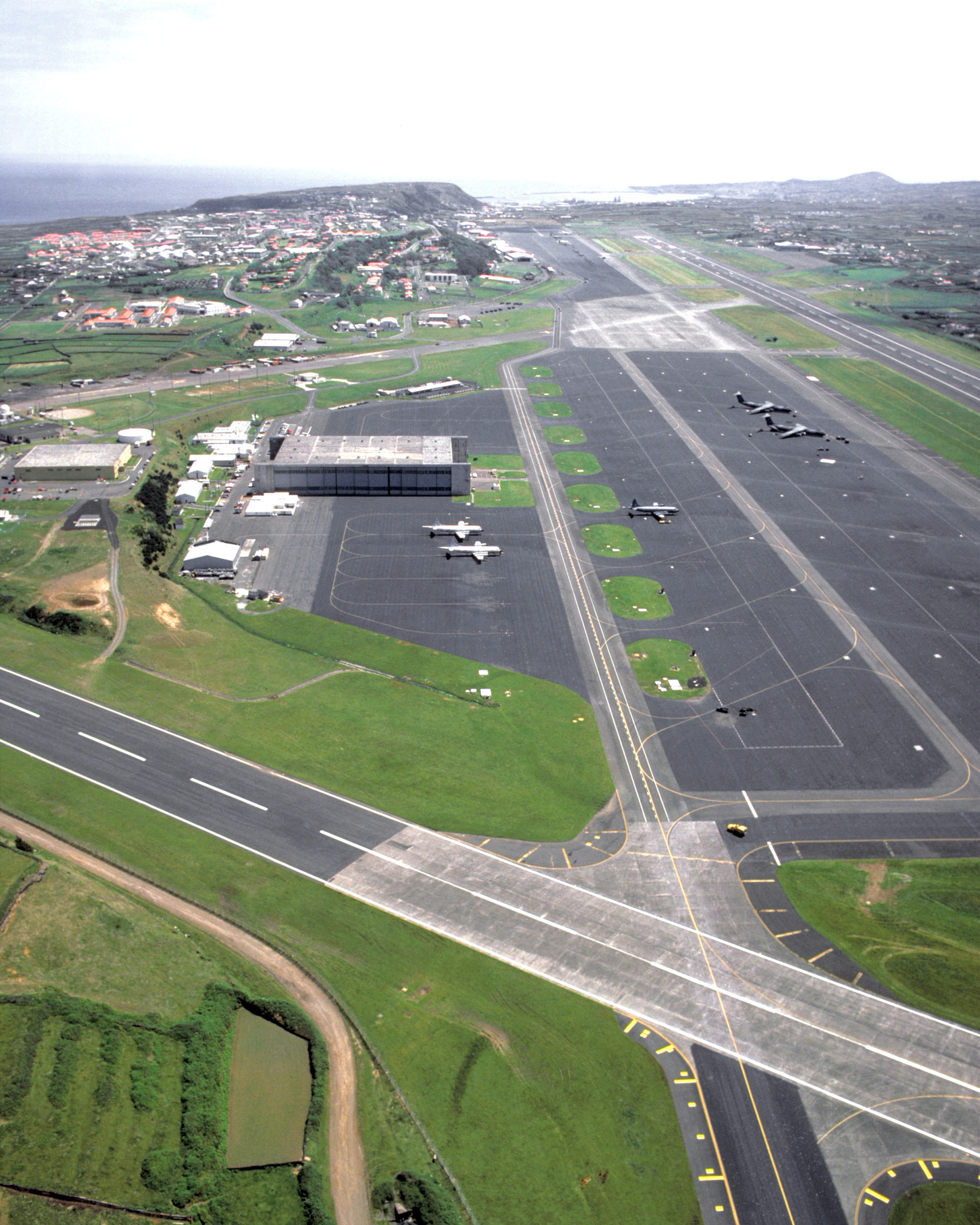
Авіабаза «Лажеш» на Азорских островах (Португалія)

Військово-повітряна база, також спрощено Авіабаза (авіаційна база, АБ) або військовий аеродром) — земельна (водна) ділянка, призначена для базування повітряних суден військової авіації (літаків стратегічної, тактичної і транспортної авіації, гелікоптерів), а також частин забезпечення та ремонту, розміщення запасів матеріальних і технічних засобів забезпечення бойових дій.

## Значення терміна
Термін авіабаза є синонімом словосполучення військовий аеродром: здавна в такому значенні воно застосовується в англійській мові (англ. Airbase), особливо в США; з 1990-х років слово стало вживатися й у вітчизняних ЗМІ. Проте, в офіційних нормативних документах авіації країн-сусідів України слово, що не є технічним терміном, не застосовується, а використовується термін аеродром (державний аеродром, аеродром державної авіації).

## Основні характеристики
- Кількість злітно-посадкових смуг і їх просторова орієнтація (магнітний курс зльоту і посадки).
- Довжина і ширина кожної злітно-посадкової смуги.
- Тримкість (міцність) кожної ЗПС, яка характеризується класифікаційним числом PCN.
- Кількість і типи повітряних суден (літаків і вертольотів), дислокованих на авіабазі.